# Jan II van Arkel (1255-1297)
Jan Herbaren II van Arkel (ca. 1255 - Sint Pancras, 27 maart 1297) was heer van Arkel vanaf 1269 tot zijn dood.

## Levensloop
Hij was een zoon van Jan I van Arkel en Bertha van Ochten. Hij was vóór 1269 nog minderjarig, zodat het regentschap door zijn moeder werd waargenomen. Jan komt in meerdere akten voor.
In 1273 kocht hij de havenplaats Gorinchem van de graaf van Bentheim. Vanaf 1277 werden onder leiding van Jan II diverse dijken aangelegd, zoals de 'Zouwendijk', een dijk tussen de rivieren Lek en Den Donk. Ook werden er bedijkingen gedaan in de Alblasserwaard tot aan de Giessen. Rond Gorinchem ontstond de eerste omwalling en werden de eerste openbare gebouwen gesticht, zoals de Heilige-Geestkapel, het Gasthuis en de Kanselarijkapel.
In 1281 werd hij tot ridder geslagen door Floris V, de graaf van Holland. In 1288 nam hij aan Brabantse zijde deel aan de Slag bij Woeringen. In 1290 erkende hij Floris als zijn leenheer voor zijn kasteel in Gorinchem en kreeg daarvoor in ruil het recht om er tol te heffen. Jan was een van de ondertekenaars van een brief van de Hollandse adel aan koning Eduard I van Engeland.
Floris leende in 1292 12.000 Hollandse ponden van Jan van Arkel, Richoud van Noordeloos en Lambrecht de Vriese. Toen Floris in 1296 werd vermoord, nam Jan samen met de heren van Wassenaar en van Borsselen het bestuur van Holland tijdelijk op zich. In 1297 kwam hij om het leven bij de Slag van Vronen. Hij werd begraven in Gorinchem.
Jan huwde met Bertrouda van Sterkenborg, dochter van Gerard van Sterkenburg, met wie hij vier kinderen kreeg;
- Jan III (1280-1324)
- Mabilia (1284-1317) trouwde met Zweder II van Zuylen van Abcoude (1307-1347), heer van Abcoude en Wijk bij Duurstede.
- Herbaren (ca. 1285 - ca. 1325), heer van verspreide bezittingen in de Groote of Hollandsche Waard, de Alblasserwaard, de Vijfherenlanden en het Land van Altena, bekend als Herbaren van Arkel heer van Molenaarsgraaf. Hij trouwde met Odilia van Cuijk (ca. 1295 - voor 1317).
- Nicolaas (1280/85-1345), heer van Emmikhoven, regent van Arkel (1324-?), was rentmeester onder zijn neef bisschop Jan van Arkel (vandaar ook wel Claes Oem van Arkel genoemd) en sneuvelde bij de Slag bij Warns. Hij was gehuwd met Lijsbeth van Emmikhoven (1275-1320).